# Symphodus ocellatus
Symphodus ocellatus là một loài cá biển thuộc chi Symphodus trong họ Cá bàng chài. Loài này được mô tả lần đầu tiên vào năm 1758.

## Từ nguyên
Từ định danh ocellatus trong tiếng Latinh có nghĩa là "có đốm như mắt", hàm ý đề cập đến đốm đen viền xanh ở gốc vây đuôi của cả cá đực lẫn cá cái thuộc loài này.

## Phạm vi phân bố và môi trường sống
S. ocellatus có phạm vi phân bố rộng rãi ở vùng biển Đông Bắc Đại Tây Dương. Loài này được ghi nhận tại hầu hết khắp vùng bờ biển Địa Trung Hải (bao gồm cả biển Marmara), nhưng hiếm khi được nhìn thấy ở bờ đông của biển Levant; S. ocellatus cũng được ghi nhận tại bờ tây và bờ bắc của Biển Đen, mở rộng phạm vi đến cả biển Azov.
S. ocellatus sống gần các mỏm đá phủ đầy tảo và trong các thảm cỏ biển ở các vùng đầm phá và khu vực cận duyên hải ở độ sâu đến 30 m.

## Mô tả
Chiều dài cơ thể tối đa được ghi nhận ở S. ocellatus là 12 cm; cá đực có tốc độ tăng trưởng nhanh hơn cá cái. Như những loài cá bàng chài khác, S. ocellatus là loài lưỡng tính tiền nữ.
Cá trưởng thành (đực lẫn cái) đều có một đốm lớn màu xanh lục lam viền màu đỏ (cá đực) hoặc gần như đen (cá cái) ở trên mang, và một đốm nhỏ ở gốc vây đuôi. Cá cái và cá con có màu ô liu pha nâu; bụng trắng, thường có hai sọc dọc màu nâu sẫm, một sọc ở ngay dưới vây lưng và một sọc giữa thân ở hai bên lườn. Cá đực có màu nâu lục, tương đối hiếm gặp hơn là màu xanh lục lam, và rất hiếm khi được nhìn thấy là màu vàng da cam; đầu có các vệt màu xanh lam óng.
Số gai ở vây lưng: 12–14; Số tia vây ở vây lưng: 8–11; Số gai ở vây hậu môn: 3; Số tia vây ở vây hậu môn: 7–10; Số gai ở vây bụng: 1; Số tia vây ở vây bụng: 5.

## Sinh thái và hành vi
Thức ăn của S. ocellatus chủ yếu là các loài động vật thân mềm và động vật giáp xác. Bên cạnh đó, cá con S. ocellatus được quan sát là ăn ký sinh trên cơ thể các loài cá lớn hơn nên cũng được xem là một loài cá dọn vệ sinh.
Thời kỳ sinh sản của S. ocellatus diễn ra vào mùa hè. Lúc này, cá đực trưởng thành sẽ dựng tổ từ tảo để những con cá cái đến đẻ trứng. Trong khoảng thời gian bảo vệ trứng, cá đực rất ít ăn, nhưng chúng vẫn có thể ăn cả trứng trong tổ nếu đói. S. ocellatus đực đôi khi chiếm các tổ trứng gần đó. Một số con đực nhỏ hơn trong màu sắc của cá cái cố gắng thụ tinh những quả trứng mà cá cái đẻ trong tổ của con cá đực trưởng thành.
Những phát hiện cho thấy rằng, những cá thể S. ocellatus đực thống trị lựa chọn các loài tảo thích hợp để dựng tổ, dựa vào độ bền cơ học và khả năng chứa trứng của loài tảo đó. Trong số các loài tảo thường được S. ocellatus dùng để dựng tổ, tảo Jania rubens là loài phù hợp nhất vì chúng có khả năng chống lại sự phân hủy sinh học và tác động của sóng biển.